# Basileostylus
Basileostylus is een geslacht van weekdieren uit de klasse van de Gastropoda (slakken).

## Soort
- Basileostylus bollonsi (Suter, 1908)